# Kim Yusin
Dans ce nom, le nom de famille précède le nom personnel.
Kim Yusin, ou Kim Yu-sin, né en 595 et mort le 18 août 673, est un général et un homme politique coréen du VIIe siècle dans le royaume de Silla.
Il a dirigé l'unification de la péninsule de Corée par le royaume de Silla sous le règne du roi Muyeol (en) et du roi Munmu. Il aurait été l'arrière-petit-fils du roi Guhyeong (en), le dernier dirigeant de l'État de Geumgwan Gaya. Cela lui aurait donné une position très élevée dans le système Kolp'um (système de caste de Silla), qui régissait le statut politique et militaire qu'une personne pouvait atteindre.
Une grande partie de ce que l'on sait de la vie de Kim provient du récit détaillé du Samguk sagi (Yeoljeon 1-3) et du récit beaucoup plus bref du Samguk Yusa (volume 1).
L'astronome, astrologue, commandant militaire, maître du yin-yang et chaman Kim Am est son petit-fils,.

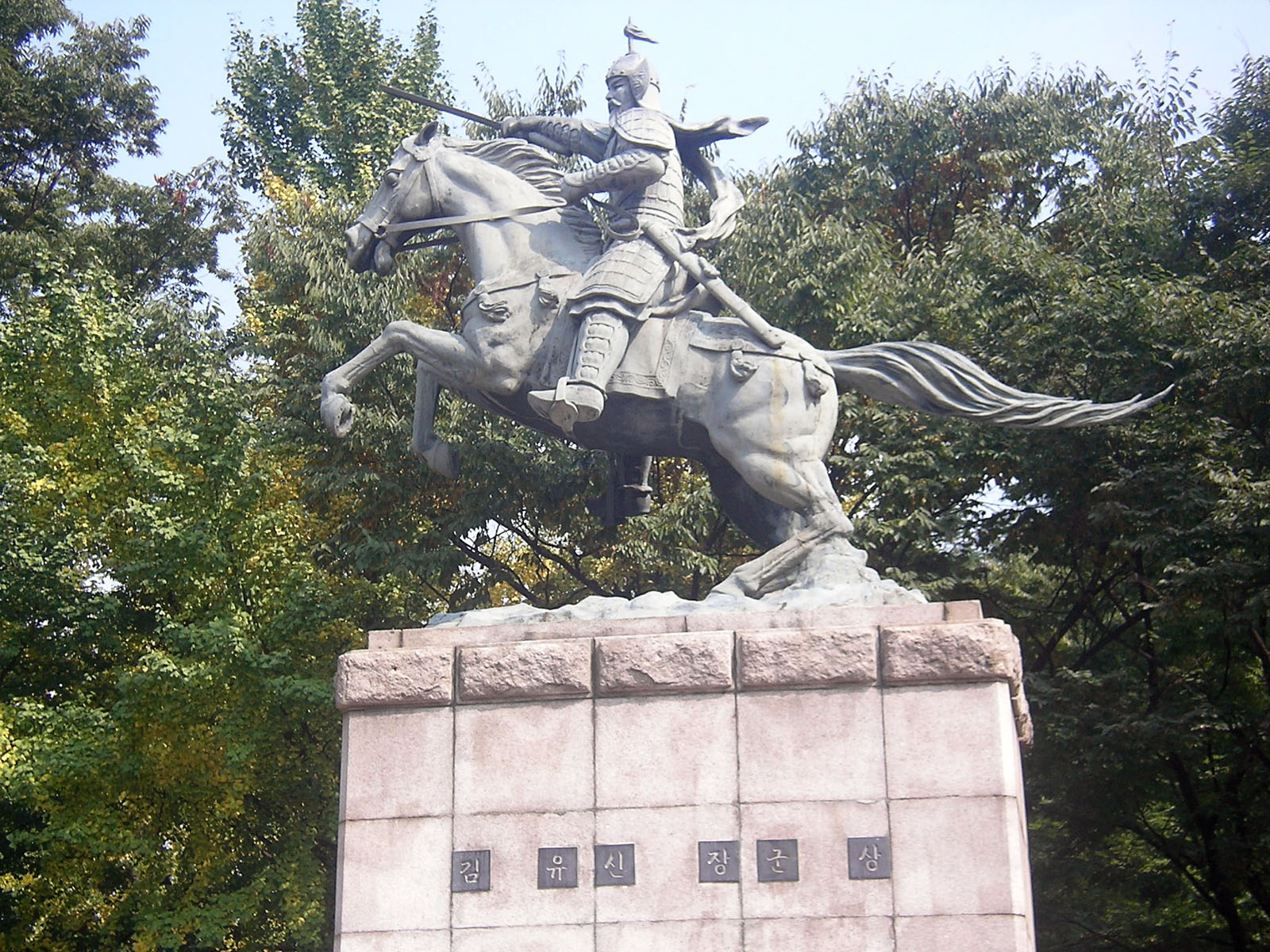
Statue de Kim Yusin dans le parc Namsan de Séoul.
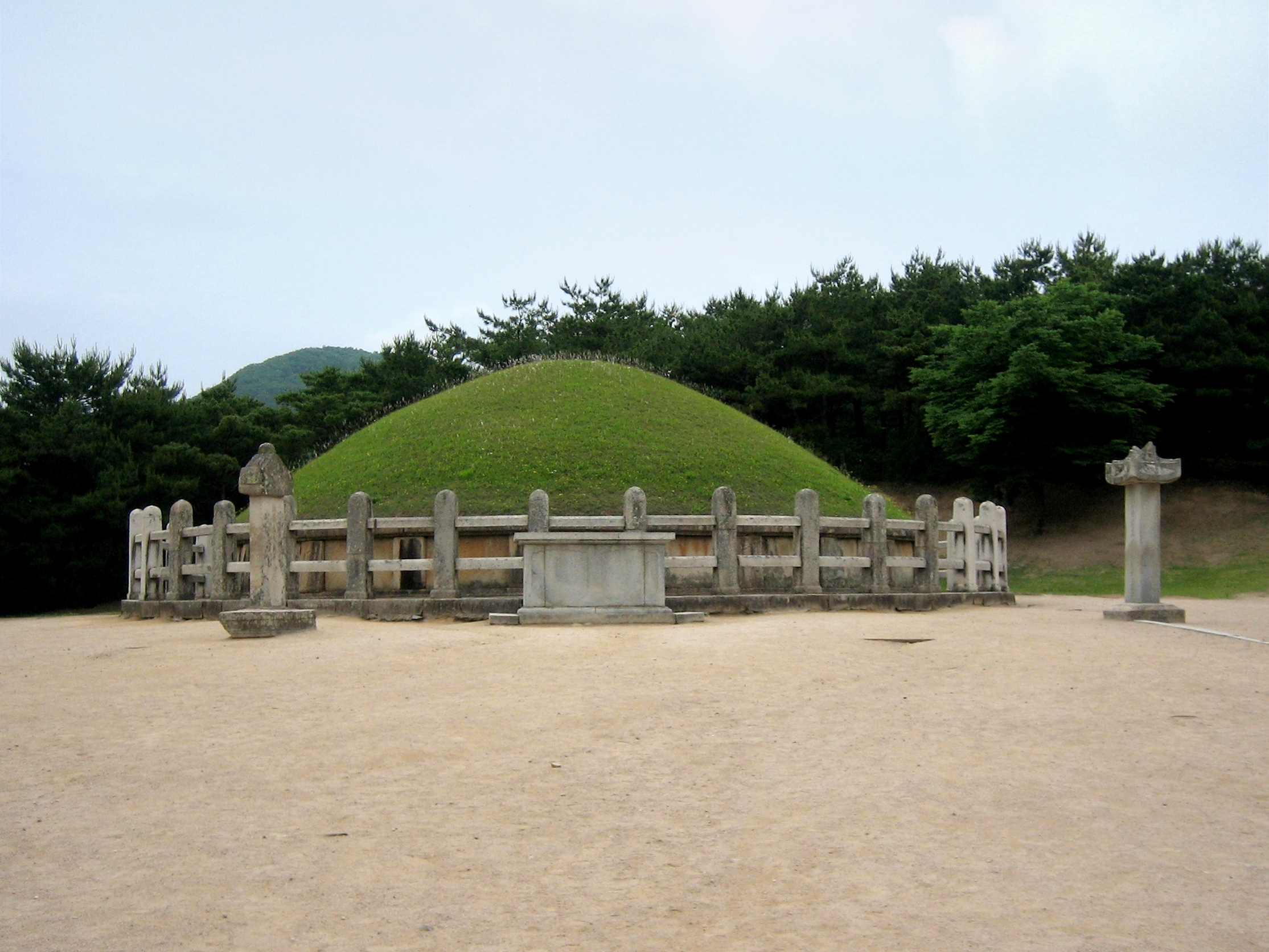
Tombe de Kim Yusin.